# Xylophagus matsumurai
Xylophagus matsumurai är en tvåvingeart som beskrevs av Miyatake 1965. Xylophagus matsumurai ingår i släktet Xylophagus och familjen vedflugor. Inga underarter finns listade i Catalogue of Life.